# Fußball in Budapest

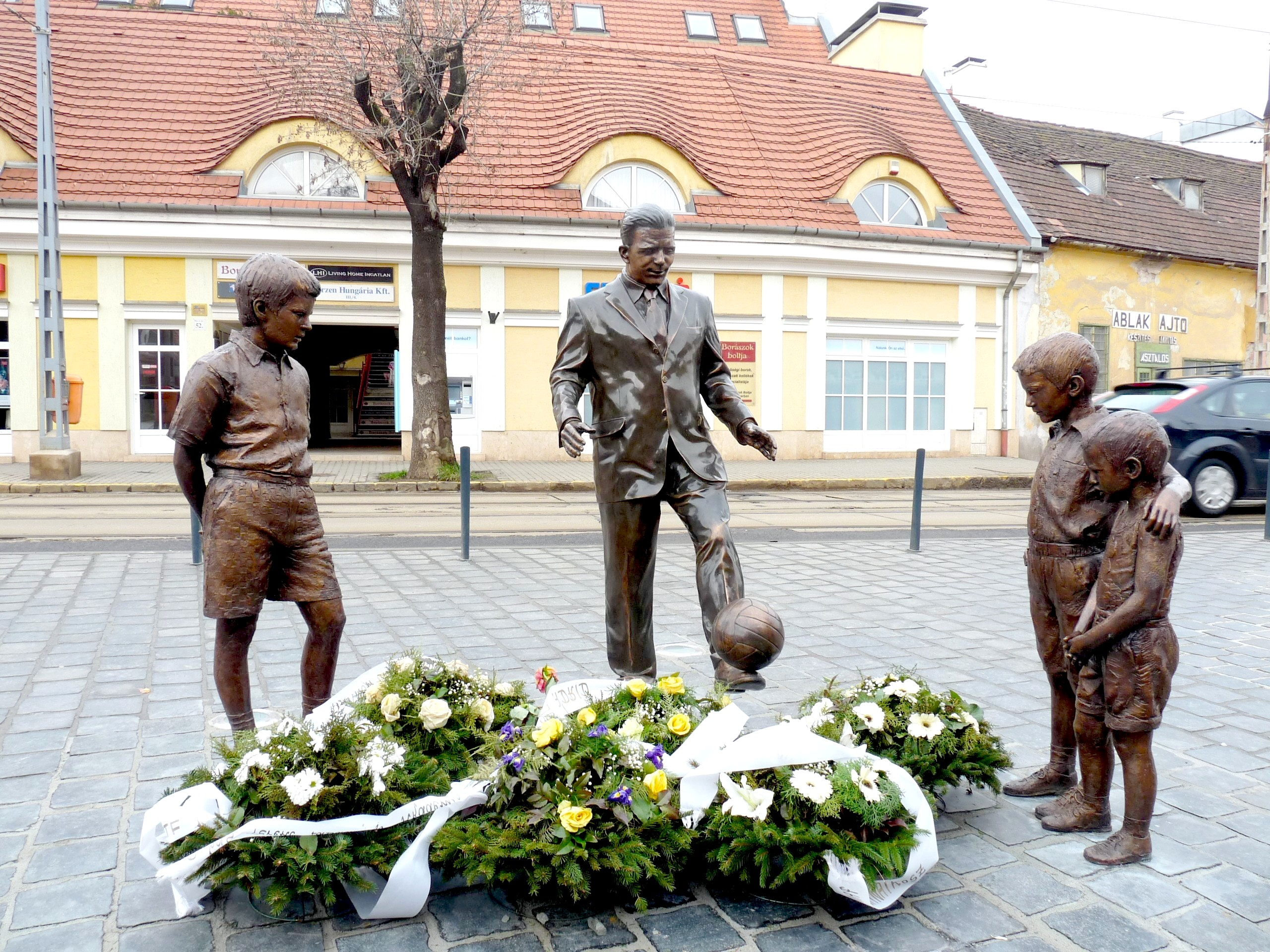
Ferenc-Puskás-Statue zur Erinnerung an den in Kispest geborenen Mannschaftskapitän der „Goldenen Elf“, der von 1943 bis 1956 für Honvéd spielte.

Fußball in Budapest wird bereits seit dem Ende des 19. Jahrhunderts praktiziert. Das erste Spiel fand am 9. Mai 1887 zwischen zwei Mannschaften des Budapesti TC statt. Die Fußballabteilung des am 9. Mai 1885 gegründeten Vereins wurde am 8. Februar 1897 ins Leben gerufen, so dass der BTC als ältester Fußballverein Ungarns gilt. Er gewann in den Spielzeiten 1901 und 1902 auch die beiden ersten ungarischen Fußballmeisterschaften. Da der Verein bereits in den 1920er Jahren zum Erliegen kam, gilt heute die 1899 ins Leben gerufene Fußballmannschaft des am 16. Juni 1885 gegründeten Újpesti TE als die älteste noch existierende Fußballmannschaft Ungarns.

## Die erfolgreichsten Vereine
Mit 20 Meistertiteln und neun Pokalsiegen stellt Újpest Budapest die dritterfolgreichste Fußballmannschaft Ungarns und gilt seit Jahrzehnten als der „ewige Rivale“ des erfolgreichsten ungarischen Vereins Ferencváros Budapest, der sowohl Rekordmeister (32 Titel) als auch Rekordpokalsieger (21 Erfolge) ist. Außerdem ist Fradi, wie der Verein meist in Kurzform bezeichnet wird, der einzige ungarische Verein, der einen gesamteuropäischen Wettbewerb gewinnen konnte, als 1964/65 der Messestädte-Pokal durch einen 1:0-Endspielsieg gegen Juventus Turin nach Budapest geholt wurde. Der zweiterfolgreichste ungarische Fußballverein MTK Budapest FC (23 Mal Meister und 12 Mal Pokalsieger) galt nur in den ersten Jahrzehnten als der große Rivale von Fradi. Denn der Klub der Bourgeoisie und des Judentums konnte trotz aller sportlichen Erfolge keine größere Anhängerschaft gewinnen und so bildeten sich mit den ersten Erfolgen von Újpest in den 1930er Jahren die Lila-Weißen als der große Gegenpol zu den Grün-Weißen (Fradi) heraus. Sie sind die beiden einzigen Vereine Ungarns mit einer landesweiten Anhängerschaft.

## Geografie
Alle bedeutenden Fußballvereine der ungarischen Hauptstadt sind in Pest, dem Stadtgebiet östlich der Donau, beheimatet. Die Heimat von Újpest befindet sich im gleichnamigen IV. Budapester Bezirk Újpest (dt. Neu-Pest) im Norden der Stadt. Südlich hiervon befindet sich das Arbeiterviertel Angyalföld (dt. Engelland). Der XIII. Stadtbezirk ist die Heimat von Vasas Budapest, dem ursprünglichen Verein der Eisen- und Stahlarbeiter. Ihn bezeichnete der frühere ungarische Ministerpräsident und langjährige Generalsekretär der Sozialistischen Arbeiterpartei Ungarns, János Kádár, als „das schlagende Herz der ungarischen Arbeiterbewegung.“ Mit sechs Meistertiteln und vier Pokalsiegen rangiert Vasas (dt. Eisen) an fünfter Stelle aller Budapester Vereine, was bis zum Ende des 20. Jahrhunderts noch gleichbedeutend mit der fünften Stelle von Ungarn war. Durch die jüngsten Erfolge des Debreceni VSC hat sich dieser Verein jedoch mittlerweile an Vasas „vorbeigeschoben“.
Im Zentrum von Pest befindet sich die Heimat der sportlich erfolgreichsten Vereine: MTK ist im VIII. Bezirk Józsefváros (dt. Josefstadt) beheimatet und südlich hiervon liegt der IX. Budapester Bezirk namens Ferencváros (dt. Franzenvorstadt), in dem der gleichnamige Rekordmeister beheimatet ist.
Im Südosten der Stadt befindet sich der XIX. Bezirk Kispest, in dem der 1909 gegründete und bis zum Zweiten Weltkrieg erfolglose Kispesti AC beheimatet war.
Ganz im Süden der ungarischen Hauptstadt befindet sich der XXI. Bezirk Csepel; eine Insel, auf der von 1912 bis zu seiner Auflösung im Jahr 2002 der Csepel SC beheimatet war. Der Verein war zeitweise eng mit der Fabrikanlage von Manfréd Weiss verbunden und trug die Bezeichnung auch zeitweise im Vereinsnamen. Der Csepel SC gewann die ungarische Fußballmeisterschaft zwischen 1942 und 1959 viermal und ist somit einer von insgesamt sieben Hauptstadtvereinen, der die ungarische Fußballmeisterschaft gewinnen konnte.

## Die kommunistische Epoche
Die sportlich erfolgreichen Jahre des ursprünglichen Arbeitervereins Kispest begannen erst durch die Umwandlung zum Armeesportverein unter seiner neuen Bezeichnung Honvéd Budapest. Der Verein, dem systematisch die besten Spieler des Landes zugeführt wurden, dominierte die erste Hälfte der 1950er Jahre. Der ungarische Volksaufstand von 1956 markierte das Ende der Vormachtstellung von Honvéd. Denn unmittelbar nach Beginn des Volksaufstandes hatte die Mannschaft eine Reise nach Südamerika unternommen, von der seine Stars nicht zurückkehrten. Erst 1980 konnte wieder ein Meistertitel gewonnen werden. Heute stehen insgesamt 13 Meistertitel und sieben Pokalerfolge zu Buche.
Kispest war jedoch nicht der einzige Verein, der während der kommunistischen Herrschaft einer neuen Bestimmung zugeführt wurde. So wurde MTK der Staatspolizei ÁVO angegliedert, die wiederum dem Innenministerium unterstand, dem der Verein Újpest angegliedert wurde. Ferencváros wurde der staatlichen Lebensmittelindustrie unterstellt und galt vor der kommunistischen Herrschaft als Lieblingsverein der faschistischen Pfeilkreuzler, die Ungarn in den letzten Monaten des Zweiten Weltkriegs geführt haben. Der populärste Verein des Landes wurde später zum inoffiziellen Liebling der Opposition gegen die kommunistischen Machthaber.

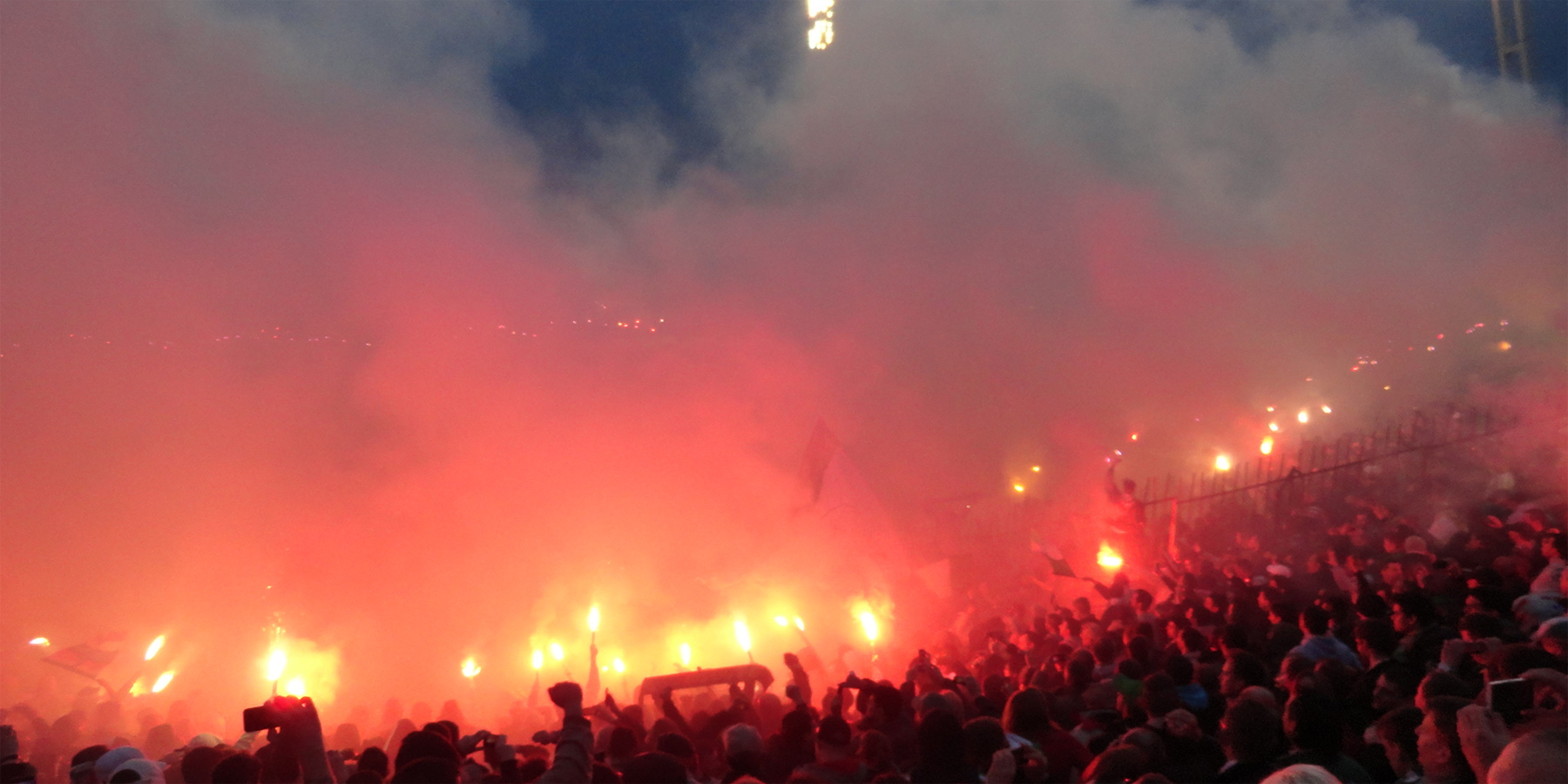
Derbyatmosphäre in Budapest

## Derbybilanz Ferencváros vs Újpest
Bisher (Stand: 26. September 2021) wurden insgesamt 223 Punktspielderbys zwischen den beiden bedeutendsten Kontrahenten des ungarischen Fußballs ausgetragen. 101 davon gewann Fradi, während Újpest 61 Begegnungen für sich entscheiden konnte. Die übrigen 61 Duelle endeten unentschieden. Das Torverhältnis von 434:313 spricht ebenfalls für Fradi.

## Die Budapester Meister im Überblick
1. Ferencváros (34 Titel)
2. MTK (23 Titel)
3. Újpest (20 Titel)
4. Honvéd (14 Titel)
5. Vasas (6 Titel)
6. Csepel (4 Titel)
7. BTC (2 Titel)